# Коршилова, Татьяна Юрьевна
Татьяна Юрьевна Коршилова (13 сентября 1946, Магаданская область — 4 сентября 1982, Павловское, Суздальский район, Владимирская область) — советская журналистка, телеведущая, поэтесса.

## Биография
Татьяна Юрьевна Коршилова (в девичестве Иванова) родилась 13 сентября 1946 года в Магаданской области.
На Центральном телевидении в конце 1970-х — начале 1980-х была редактором и ведущей музыкальных программ. Была заведующей литчастью Московской оперетты.
В редакции музыкальных программ ЦТ работала в должности литературного редактора.
Впервые вышла в эфир в передаче о родном для неё Московском театре оперетты.
Позже стала соавтором и ведущей таких передач как «С песней по жизни», «Шире круг», телефестиваля «Песня — 1980», «Песня — 1981», которые вела вместе c народным артистом СССР Муслимом Магомаевым и Александром Масляковым.
Продолжением передач с зарубежными гостями СССР стали съёмки с участием Рэя Конниффа («Голубой Огонёк», 1975 г.), Мирей Матьё (фильм-концерт, 1976 г.), оркестра Поля Мориа («Голубой огонёк», 1978 г.), группы «Бони-М» (1978 г.), Анны Герман («Концерт после концерта», 1977 г.), Элтона Джона (1979 г.).
Погибла в автокатастрофе на 36-м году жизни по дороге в Суздаль 4 сентября 1982 года, куда ехала со съёмочной группой на запись очередной телепередачи.
Похоронена в Москве на Введенском кладбище (5 уч.).

## Профессиональная деятельность
Ведущая и редактор музыкальных программ на ЦТ СССР. В начале 1970-х гг. вместе с Евгением Петросяном придумала и вела «Вечера юмора». Соведущая и автор сценария программы «Песня года». Выступила как ведущая на записи телевизионной съёмки оркестра Поля Мориа в АСБ-1 «Останкино».

## Поэзия
Автор текстов ко многим эстрадным песням.
Самые известные:
- «Зелёные глаза» муз. Е. Ширяева,
- «Сон-трава» («У беды глаза зелёные…») муз. Е. Птичкина,
- «Цветёт черёмуха к похолоданию» муз. Г. Пономаренко.

## Семья
Отец — Сидоров Владимир Алексеевич (1904—1975) — советский композитор, пианист-аккомпаниатор Вадима Козина.
Отчим — Саква Константин Константинович (1912—1996), музыковед.
Мать —  Иванова Елена Фёдоровна (1906—1982), работала в издательстве «Музыка». Пережила дочь  лишь на несколько месяцев.
Супруг — Коршилов Николай Николаевич (1944—2024), солист театра оперетты, заслуженный артист РСФСР.
- Сын — Коршилов Денис Николаевич (род. 1969), руководитель валютно-финансового департамента ЗАО КБ «Ситибанк» (2016). 
  - Шесть внуков.

## Пластинка
- 1984 — Песни На Стихи Татьяны Коршиловой[7]

1. Е. Мартынов — Этот Май — (муз. Е. Мартынов)
2. Вокальный Квартет «Сердца четырёх» — Давайте Дружить (муз. П. Овсянников)
3. С. Беликов — Сон-Трава (муз. Е. Птичкин)
4. Э. Кандов, ВИА «Наво» — Синий Трамвай (муз. Е. Ширяев)